# Concelho dos Mosteiros
Concelho dos Mosteiros (portugisiska: Mosteiros) är en kommun i Kap Verde. Den ligger i den södra delen av landet, 90 km väster om huvudstaden Praia. Antalet invånare är 9 520. Arean är 89 kvadratkilometer. Concelho dos Mosteiros ligger på ön Fogo Island. Concelho dos Mosteiros gränsar till Concelho de Santa Catarina do Fogo och Concelho do São Filipe. 
Följande samhällen finns i Concelho dos Mosteiros:
- Porto dos Mosteiros